# Jacques d'Arthois
Jacques d'Arthois (Brussel, 1613 - aldaar, parochie Sint-Goedele, 2 mei 1686) was een Zuid-Nederlands landschapschilder uit de baroktijd. Hij werkte samen met Jan Coxie waarbij Coxie dan voor het schilderen van de figuren zorgde.
D'Arthois werd in 1625 leerling van Jan Mertens en werd in 1634 lid van de Sint-Lucasgilde van Brussel. Hij ontwikkelde zich samen met Lucas Achtschellinck en Lodewijk de Vadder (de zogenaamde Zoniënwoudschilders) tot de meest vooraanstaande landschapschilders uit die tijd. Hij werkte samen met David Teniers de Jonge die meestal de personen schilderde op zijn schilderijen en met Gaspar de Crayer. Kenmerkend voor D'Arthois zijn de krachtige, ruwe penseeltrekken in zijn werken.
D'Arthois werkte eveneens voor de Brusselse wandtapijtfabrikanten. In 1655 werd hij benoemd tot tapijtontwerper van de stad Brussel.

## Galerij

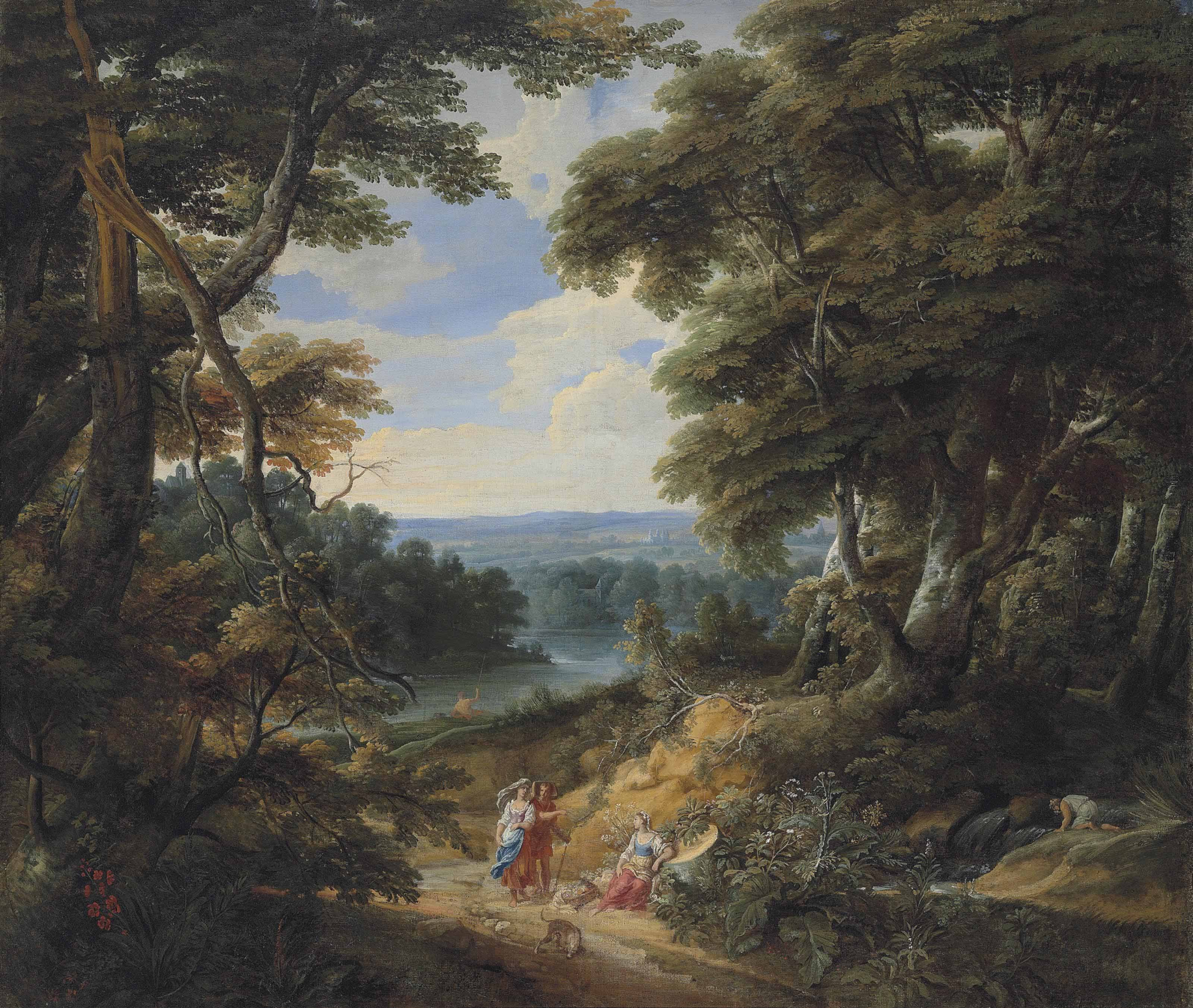
Landschap met een kasteel en personen
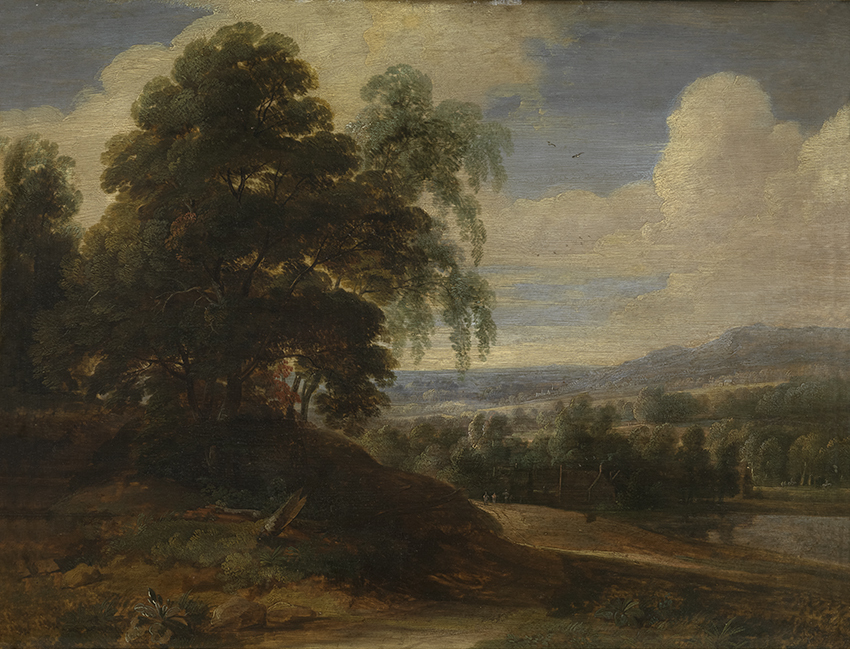
Landschap, Groeningemuseum

## Musea
Werken van Jacques d'Arthois hangen onder meer in de volgende musea:
- Louvre in Parijs
- Koninklijke Musea voor Schone Kunsten van België in Brussel
- Groeningemuseum in Brugge (een schenking door Alphonse de Witte
- Hermitage Museum in Sint-Petersburg
- Kunsthistorisches Museum in Wenen
- Museum of Fine Arts in Boston